# Città di Milano (posacavi 1888)
La Città di Milano è stata una nave posacavi della Regia Marina.

## Storia
Costruita nei cantieri britannici Thompson & Sons tra il 1886 ed il 1888 per conto della società Pirelli – detentrice, dal 1885, della commessa per la posa e la manutenzione per un ventennio dei primi 12 cavi sottomarini italiani, lunghi in tutto circa 800 km e destinati a collegare le isole minori all'Italia –, la Città di Milano fu la prima unità posacavi italiana.
La nave disponeva di tre vasche di grandi dimensioni, che potevano contenere, già immersi nell'acqua di mare, fino a 400 km di cavi in rame, guttaperca ed acciaio.

La Città di Milano fotografata nel 1890

Secondo quanto stabilito dalla convenzione siglata tra la Pirelli ed il governo italiano, la Città di Milano sarebbe stata di proprietà della società per i primi 20 anni (dal 1888 al 1908), dopo di che sarebbe stata ceduta alla Regia Marina. Nei primi vent'anni di servizio la nave, pur appartenendo alla Pirelli, sarebbe stata gestita dalla Regia Marina che, con equipaggio proprio e spese di navigazione a proprio carico, l'avrebbe impiegata per la posa dei cavi con personale specializzato della Pirelli (che indossava anch'esso l'uniforme della Regia Marina). A dirigere le operazioni di posa dei cavi, fin dalla costruzione della nave, fu sempre l'ingegner Emanuele Jona, noto elettrotecnico specialista nella posa di cavi sottomarini.
Divenuta operativa nel luglio 1888, la Città di Milano iniziò nel mese stesso le operazioni di posa dei cavi di collegamento tra l'Italia e le isole.
Nel 1890 l'unità, in seguito ad accordi tra la Pirelli ed il governo spagnolo, effettuò la posa del cavo telegrafico tra Jávea ed Ibiza, cui fece poi seguito quello Tarifa-Tangeri, che collegava la Spagna, Tangeri ed il Marocco. Nel frattempo la nave posò, per il governo italiano, un ulteriore cavo di collegamento tra Napoli, Ustica e Palermo, alla profondità, notevolissima al tempo, di 3770 metri.
A fine Ottocento la Città di Milano venne impiegata per la manutenzione di cavi telegrafici già posati in Adriatico, Mediterraneo e Mar Rosso. Successivamente la nave prese parte alla posa di cavi di collegamento da Genova ad Anzio, e quindi a Malaga, nonché verso le Americhe.
Nel corso del conflitto italo-turco (1911-1912) la nave venne impiegata per la posa e la riparazione di cavi militari ed il taglio di quelli nemici. Ad esempio, la nave si portò nei pressi dello stretto dei Dardanelli, in mezzo a campi minati e sotto il tiro delle batterie costiere, ed in tali condizioni effettuò il taglio dei cavi telegrafici ottomani.
Nel 1912 la Città di Milano posò un cavo militare tra la Sardegna e l'Italia, oltre ad altri 900 km di cavi con isole minori. Seguirono poi la posa di cavi attraverso lo stretto di Messina, tra Fiumicino-Terranova e la Sardegna, da Siracusa a Tripoli ed a Bengasi, ed inoltre un cavo militare tra l'Italia e l'Albania.

La posacavi fotografata a Ponza

Tra il 1913 ed il 1914 la posacavi collegò Brindisi a San Giovanni e Napoli a Palermo, per un totale di 2130 km di cavi posati. Operazione molto complessa fu la riparazione del vecchio cavo borbonico di collegamento tra Otranto e Valona.
Durante la prima guerra mondiale l'unità venne impiegata come nave sussidiaria dal maggio 1915 al novembre 1918, con base in vari porti italiani.
Nel corso dei suoi 31 anni di servizio – dal 1888 al 1919 – la Città di Milano svolse complessivamente 73 campagne marittime, posando circa 6000 km di cavi.

La Città di Milano in transito nel canale navigabile di Taranto

La storia della nave terminò tragicamente il 16 giugno 1919. Nella prima mattina di quel giorno l'unità (comandante militare capitano di corvetta Cornigliani, comandante civile capitano Stefano De Ferrari) lasciò Milazzo con rotta su Salina, per poi dirigere verso Filicudi: l'incarico consisteva nella riparazione del cavo sottomarino di Alicudi (di collegamento tra Messina e le Eolie), che era corroso. La nave si fermò nei pressi di Filicudi e mise a mare una scialuppa per controllare lo stato del cavo; risultando esso in buone condizioni, la Città di Milano riprese la navigazione verso Alicudi con rotta verso sudest. Poco più tardi, tuttavia, mentre transitava a breve distanza da Capo Graziano, la posacavi s'incagliò violentemente sullo scoglio di Serravecchia. Parte dell'equipaggio si mise in salvo sulle imbarcazioni, altri raggiunsero a nuoto l'isola o furono salvati dai pescatori di Filicudi, mentre la nave affondava di prua, scossa dallo scoppio delle caldaie. In serata, dopo la comunicazione da Lipari, da parte di uno dei superstiti, dell'accaduto, vennero inviati sul posto tre piroscafi, cinque dragamine, una torpediniera ed alcuni idrovolanti, da Messina e Milazzo.
Scomparvero con la nave 26 uomini (tra il personale civile l'ingegner Emanuele Jona, i suoi collaboratori ingegneri Ettore Pinelli ed Ettore Vitali, tre operai della Pirelli ed il direttore generale dei Telegrafi Italo Brunelli, tra l'equipaggio militare il comandante in seconda tenente di vascello Carlo Marchetti, tre sottufficiali e 12 tra sottocapi e marinai), mentre i sopravvissuti furono 75 (tra cui i comandanti militare e civile Cornigliani e De Ferrari, tre ufficiali della Regia Marina – tenente medico Francesco Stola, ufficiale di rotta sottotenente di vascello Bolla, direttore di macchina sottotenente del Genio Navale Marcello Millio – e 22 operai della Pirelli con il loro caposquadra Primiero Lagomarsini).
Il nome Città di Milano fu dato ad una posacavi appena incorporata dalla Regia Marina, poi divenuta nota soprattutto per la sua partecipazione, in qualità di nave appoggio, alla sfortunata spedizione artica del dirigibile Italia.